# Вималакирти
Вималакирти е централна фигура във Вималакирти Сутра,, която го представя като идеал за Махаяна будист, упасака или светски практикуващ и съвременник на историческия Буда Шакямуни (5 – 6 век пр.н.е.) . Не е известно споменаване на Вималакирти в ранните будистки текстове и преди Нагарджуна да възроди Махаяна в Индия.
За Вималакирти се пише като за богат покровител на Буда и за разлика от други герои в Махаяна литературата се смята по-скоро за историческа личност, отколкото мистична фигура.